# 環康集團
環康集團有限公司主要從事環保相關產品及服務之市場推廣、銷售、供應及研發，同時提供環保顧問服務及解決方案。上市編號（港交所：8169)
2005年於天津開始從事自來水業務。
總部位於香港鰂魚涌華蘭路20號華蘭中心11樓5室。

## 外部連結
- 環康集團 （页面存档备份，存于）